# Kabinet-Cameron I

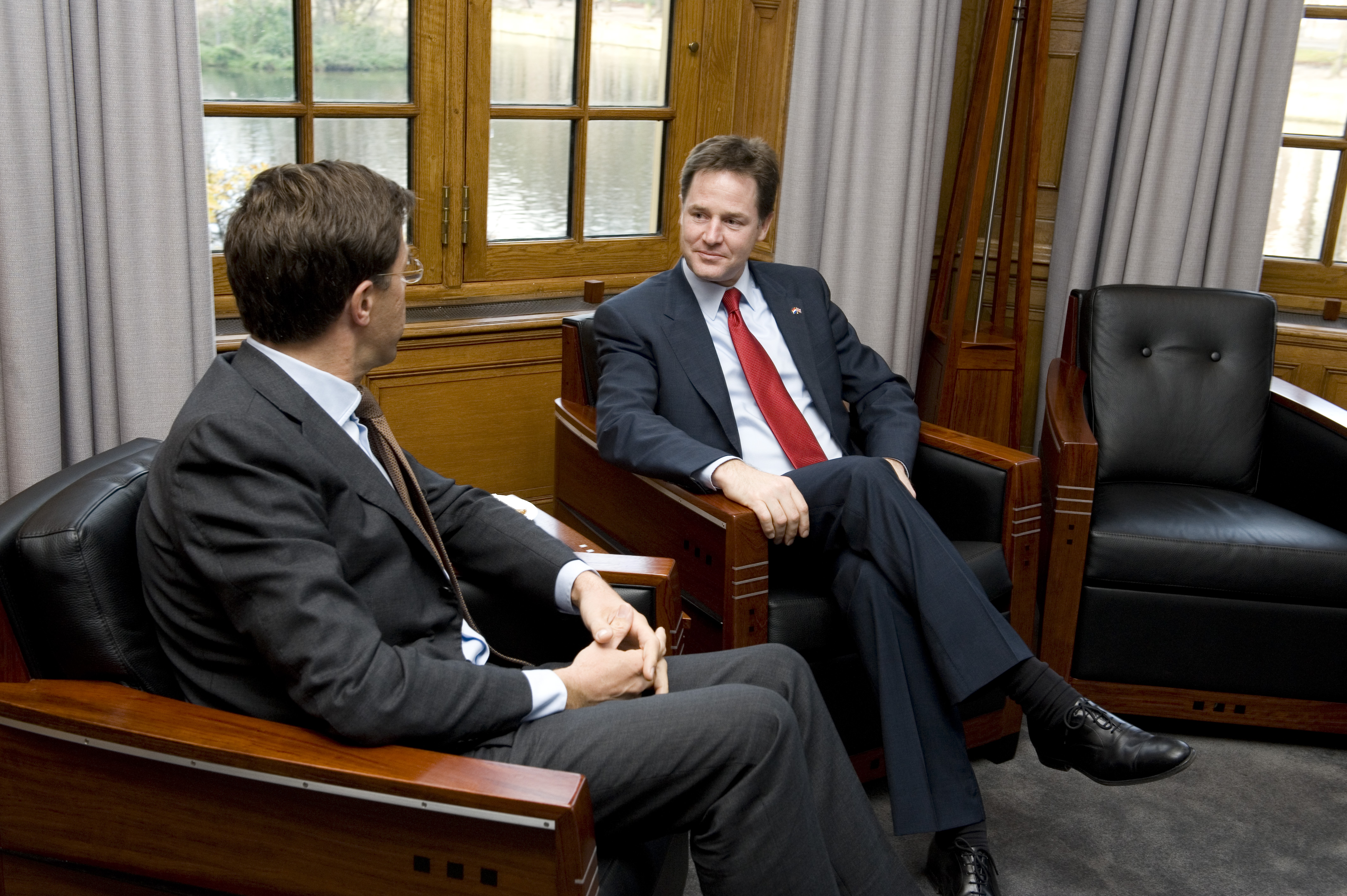
Minister-president van Nederland Mark Rutte en vicepremier Nick Clegg in het Torentje op 15 november 2010.

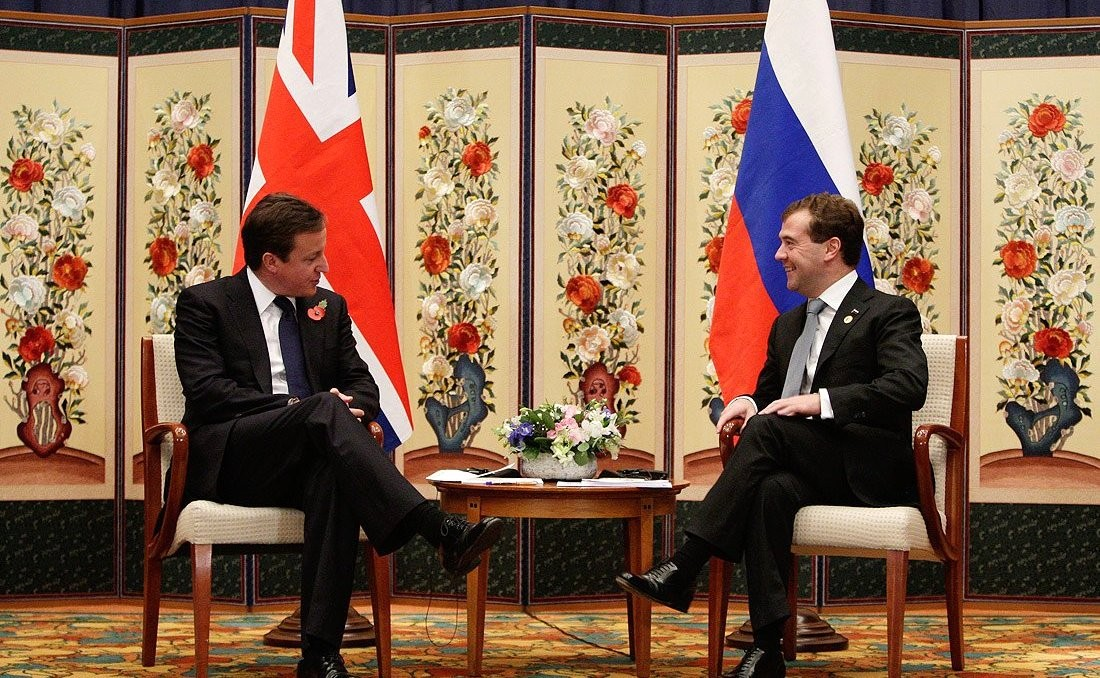
Premier David Cameron en president van Rusland Dimitri Medvedev in Davos op 21 januari 2016.

Het kabinet–Cameron I (ook bekend als Cameron–Clegg) was het Britse kabinet van 11 mei 2010 tot 8 mei 2015. Na de parlementsverkiezingen van 2010 behaalde de Conservative Party onder leiding van David Cameron het beste verkiezingsresultaat sinds parlementsverkiezingen van 1992 met 306 zetels in het Lagerhuis maar kwamen 20 zetels tekort voor een absolute meerderheid, hierdoor beschikte voor het eerst sinds 1974 geen enkele partij over een meerderheid in het Lagerhuis.
Cameron opende vervolgens onderhandelingen met de leider van de Liberal Democrats Nick Clegg om een regeringscoalitie te vormen, op 11 mei 2010 werden de onderhandelingen succesvol afgerond en bood zittend premier Gordon Brown van de Labour Party zijn ontslag aan. Koningin Elizabeth II vroeg Cameron dezelfde dag nog om een nieuw kabinet te vormen waarna Cameron werd beëdigd als premier.
Op 30 maart 2015 werd het parlement ontbonden voor de verkiezingen van 7 mei 2015.

## Samenstelling
| Ambtsbekleder                                                           | Ambtsbekleder       | Ambtsbekleder                                    | Functie(s)                                                | Ambtstermijn     | Ambtstermijn     | Partij(en)         |
| ----------------------------------------------------------------------- | ------------------- | ------------------------------------------------ | --------------------------------------------------------- | ---------------- | ---------------- | ------------------ |
|                                                                         | David Cameron       | David Cameron (1966)                             | Premier                                                   | 11 mei 2010      | 24 juli 2016     | Conservative Party |
|                                                                         | Nick Clegg          | Nick Clegg (1967)                                | Vicepremier                                               | 11 mei 2010      | 9 mei 2015       | Liberal Democrats  |
| Lord President of the Council                                           | Nick Clegg          | Nick Clegg (1967)                                |                                                           | 11 mei 2010      | 9 mei 2015       | Liberal Democrats  |
|                                                                         | William Hague       | William Hague (1961)                             | First Secretary of State                                  | 11 mei 2010      | 9 mei 2015       | Conservative Party |
| Minister van Buitenlandse Zaken                                         | William Hague       | William Hague (1961)                             | 14 juli 2014                                              | 11 mei 2010      |                  | Conservative Party |
| Leader of the House of Commons                                          | William Hague       | William Hague (1961)                             | 14 juli 2014                                              | 9 mei 2015       |                  | Conservative Party |
|                                                                         | George Osborne      | George Osborne (1971)                            | Minister van Financiën                                    | 11 mei 2010      | 13 juli 2016     | Conservative Party |
|                                                                         | Philip Hammond      | Philip Hammond (1955)                            | Minister van Buitenlandse Zaken                           | 14 juli 2014     | 13 juli 2016     | Conservative Party |
|                                                                         | Theresa May         | Theresa May (1956)                               | Minister van Binnenlandse Zaken                           | 11 mei 2010      | 13 juli 2016     | Conservative Party |
| Minister voor Vrouwen en Gelijkheid                                     | Theresa May         | Theresa May (1956)                               | 4 september 2012                                          | 11 mei 2010      |                  | Conservative Party |
|                                                                         | George Young        | Sir George Young (1941)                          | Leader of the House of Commons                            | 11 mei 2010      | 4 september 2012 | Conservative Party |
| Lord Privy Seal                                                         | George Young        | Sir George Young (1941)                          |                                                           | 11 mei 2010      | 4 september 2012 | Conservative Party |
|                                                                         | Andrew Lansley      | Andrew Lansley (1956)                            | Leader of the House of Commons                            | 4 september 2012 | 14 juli 2014     | Conservative Party |
| Lord Privy Seal                                                         | Andrew Lansley      | Andrew Lansley (1956)                            |                                                           | 4 september 2012 | 14 juli 2014     | Conservative Party |
|                                                                         | Tina Stowell        | Baroness Stowell van Beeston Tina Stowell (1967) | Lord Privy Seal                                           | 14 juli 2014     | 13 juli 2016     | Conservative Party |
| Leader of the House of Lords                                            | Tina Stowell        | Baroness Stowell van Beeston Tina Stowell (1967) |                                                           | 14 juli 2014     | 13 juli 2016     | Conservative Party |
|                                                                         | Tom Galbraith       | Baron Strathclyde Tom Galbraith (1960)           | Leader of the House of Lords                              | 11 mei 2010      | 7 januari 2013   | Conservative Party |
| Kanselier van het Hertogdom Lancaster                                   | Tom Galbraith       | Baron Strathclyde Tom Galbraith (1960)           |                                                           | 11 mei 2010      | 7 januari 2013   | Conservative Party |
|                                                                         | Jonathan Hill       | Baron Hill Jonathan Hill (1960)                  | Leader of the House of Lords                              | 7 januari 2013   | 14 juli 2014     | Conservative Party |
| Kanselier van het Hertogdom Lancaster                                   | Jonathan Hill       | Baron Hill Jonathan Hill (1960)                  |                                                           | 7 januari 2013   | 14 juli 2014     | Conservative Party |
|                                                                         | Kenneth Clarke      | Kenneth Clarke (1940)                            | Minister van Justitie                                     | 11 mei 2010      | 4 september 2012 | Conservative Party |
| Lord Chancellor                                                         | Kenneth Clarke      | Kenneth Clarke (1940)                            |                                                           | 11 mei 2010      | 4 september 2012 | Conservative Party |
|                                                                         | Chris Grayling      | Chris Grayling (1962)                            | Minister van Justitie                                     | 4 september 2012 | 9 mei 2015       | Conservative Party |
| Lord Chancellor                                                         | Chris Grayling      | Chris Grayling (1962)                            |                                                           | 4 september 2012 | 9 mei 2015       | Conservative Party |
|                                                                         | Vince Cable         | Vince Cable (1943)                               | Minister van Economische Zaken                            | 11 mei 2010      | 9 mei 2015       | Liberal Democrats  |
|                                                                         | Liam Fox            | Liam Fox (1961)                                  | Minister van Defensie                                     | 11 mei 2010      | 14 oktober 2011  | Conservative Party |
|                                                                         | Philip Hammond      | Philip Hammond (1955)                            | Minister van Defensie                                     | 14 oktober 2011  | 14 juli 2014     | Conservative Party |
|                                                                         | Michael Fallon      | Michael Fallon (1952)                            | Minister van Defensie                                     | 14 juli 2014     | 1 november 2017  | Conservative Party |
|                                                                         | Andrew Lansley      | Andrew Lansley (1956)                            | Minister van Volksgezondheid                              | 11 mei 2010      | 4 september 2012 | Conservative Party |
|                                                                         | Jeremy Hunt         | Jeremy Hunt (1966)                               | Minister van Volksgezondheid                              | 4 september 2012 | 9 juli 2018      | Conservative Party |
|                                                                         | Iain Duncan Smith   | Iain Duncan Smith (1954)                         | Minister van Arbeid en Pensioenen                         | 11 mei 2010      | 19 maart 2016    | Conservative Party |
|                                                                         | Michael Gove        | Michael Gove (1967)                              | Minister van Onderwijs                                    | 11 mei 2010      | 14 juli 2014     | Conservative Party |
|                                                                         | Nicky Morgan        | Nicky Morgan (1972)                              | Minister van Onderwijs                                    | 14 juli 2014     | 13 juli 2016     | Conservative Party |
| Minister voor Vrouwen en Gelijkheid                                     | Nicky Morgan        | Nicky Morgan (1972)                              | 9 april 2014                                              |                  | 13 juli 2016     | Conservative Party |
|                                                                         | Philip Hammond      | Philip Hammond (1955)                            | Minister van Transport                                    | 11 mei 2010      | 14 oktober 2011  | Conservative Party |
|                                                                         | Justine Greening    | Justine Greening (1969)                          | Minister van Transport                                    | 14 oktober 2011  | 4 september 2012 | Conservative Party |
|                                                                         | Patrick McLoughlin  | Patrick McLoughlin (1957)                        | Minister van Transport                                    | 4 september 2012 | 13 juli 2016     | Conservative Party |
|                                                                         | Eric Pickles        | Eric Pickles (1952)                              | Minister van Wijken en Lokale Zaken                       | 11 mei 2010      | 9 mei 2015       | Conservative Party |
|                                                                         | Caroline Spelman    | Caroline Spelman (1958)                          | Minister van Milieu, Voedsel en Agrarisch Zaken           | 11 mei 2010      | 4 september 2012 | Conservative Party |
|                                                                         | Owen Paterson       | Owen Paterson (1956)                             | Minister van Milieu, Voedsel en Agrarisch Zaken           | 4 september 2012 | 14 juli 2014     | Conservative Party |
|                                                                         | Liz Truss           | Liz Truss (1975)                                 | Minister van Milieu, Voedsel en Agrarisch Zaken           | 14 juli 2014     | 13 juli 2016     | Conservative Party |
|                                                                         | Jeremy Hunt         | Jeremy Hunt (1966)                               | Minister van Cultuur, Media en Sport                      | 11 mei 2010      | 4 september 2012 | Conservative Party |
|                                                                         | Maria Miller        | Maria Miller (1964)                              | Minister van Cultuur, Media en Sport                      | 4 september 2012 | 9 april 2014     | Conservative Party |
|                                                                         | Maria Miller        | Maria Miller (1964)                              | Minister voor Vrouwen en Gelijkheid                       | 4 september 2012 | 9 april 2014     | Conservative Party |
|                                                                         | Sajid Javid         | Sajid Javid (1969)                               | Minister van Cultuur, Media en Sport                      | 9 april 2014     | 9 mei 2015       | Conservative Party |
|                                                                         | Oliver Letwin       | Oliver Letwin (1956)                             | Kanselier van het Hertogdom Lancaster                     | 13 juli 2014     | 13 juli 2016     | Conservative Party |
| Minister voor Overheidsbeleid                                           | Oliver Letwin       | Oliver Letwin (1956)                             | 11 mei 2010                                               | 9 mei 2015       |                  | Conservative Party |
|                                                                         | Danny Alexander     | Danny Alexander (1972)                           | Minister voor Schotland                                   | 11 mei 2010      | 29 mei 2010      | Liberal Democrats  |
|                                                                         | Michael Moore       | Michael Moore (1965)                             | Minister voor Schotland                                   | 29 mei 2010      | 7 oktober 2013   | Liberal Democrats  |
|                                                                         | Alistair Carmichael | Alistair Carmichael (1965)                       | Minister voor Schotland                                   | 7 oktober 2013   | 9 mei 2015       | Liberal Democrats  |
|                                                                         | Cheryl Gillan       | Cheryl Gillan (1965–2021)                        | Minister voor Wales                                       | 11 mei 2010      | 4 september 2012 | Conservative Party |
|                                                                         | David Jones         | David Jones (1952)                               | Minister voor Wales                                       | 4 september 2012 | 14 juli 2014     | Conservative Party |
|                                                                         | Stephen Crabb       | Stephen Crabb (1973)                             | Minister voor Wales                                       | 14 juli 2014     | 19 maart 2016    | Conservative Party |
|                                                                         | Owen Paterson       | Owen Paterson (1956)                             | Minister voor Noord-Ierland                               | 11 mei 2010      | 4 september 2012 | Conservative Party |
|                                                                         | Theresa Villiers    | Theresa Villiers (1968)                          | Minister voor Noord-Ierland                               | 4 september 2012 | 13 juli 2016     | Conservative Party |
|                                                                         | Andrew Mitchell     | Andrew Mitchell (1956)                           | Minister voor Ontwikkelingshulp                           | 11 mei 2010      | 4 september 2012 | Conservative Party |
|                                                                         | Justine Greening    | Justine Greening (1969)                          | Minister voor Ontwikkelingshulp                           | 4 september 2012 | 13 juli 2016     | Conservative Party |
|                                                                         | Chris Huhne         | Chris Huhne (1954)                               | Minister voor Energie en Klimaat                          | 11 mei 2010      | 3 februari 2012  | Liberal Democrats  |
|                                                                         | Ed Davey            | Ed Davey (1968)                                  | Minister voor Energie en Klimaat                          | 3 februari 2012  | 9 mei 2015       | Liberal Democrats  |
|                                                                         | Sayeeda Warsi       | Baroness Warsi Sayeeda Warsi (1971)              | Minister zonder portefeuille                              | 11 mei 2010      | 4 september 2012 | Conservative Party |
|                                                                         | Kenneth Clarke      | Kenneth Clarke (1940)                            | Minister zonder portefeuille                              | 4 september 2012 | 14 juli 2014     | Conservative Party |
|                                                                         | Grant Shapps        | Grant Shapps (1968)                              | Minister zonder portefeuille                              | 4 september 2012 | 9 mei 2015       | Conservative Party |
| Formeel geen leden van het kabinet, maar woonde kabinetsvergadering bij |                     |                                                  |                                                           |                  |                  |                    |
| Ambtsbekleder                                                           | Ambtsbekleder       | Ambtsbekleder                                    | Functie(s)                                                | Ambtstermijn     | Ambtstermijn     | Partij             |
|                                                                         | David Laws          | David Laws (1965)                                | Onderminister voor Financiën                              | 11 mei 2010      | 29 mei 2010      | Liberal Democrats  |
|                                                                         | Danny Alexander     | Danny Alexander (1972)                           | Onderminister voor Financiën                              | 29 mei 2010      | 9 mei 2015       | Liberal Democrats  |
|                                                                         | Francis Maude       | Francis Maude (1953)                             | Minister voor Kabinetszaken                               | 11 mei 2010      | 9 mei 2015       | Conservative Party |
| Thesaurier- Generaal                                                    | Francis Maude       | Francis Maude (1953)                             |                                                           | 11 mei 2010      | 9 mei 2015       | Conservative Party |
|                                                                         | Dominic Grieve      | Dominic Grieve (1956)                            | Advocaat- generaal                                        | 11 mei 2010      | 14 juli 2014     | Conservative Party |
|                                                                         | Jeremy Wright       | Jeremy Wright (1972)                             | Advocaat- generaal                                        | 14 juli 2014     | 9 juli 2018      | Conservative Party |
|                                                                         | David Laws          | David Laws (1965)                                | Onderminister voor Kabinetszaken                          | 4 september 2012 | 9 mei 2015       | Liberal Democrats  |
| Onderminister voor Onderwijs                                            | David Laws          | David Laws (1965)                                |                                                           | 4 september 2012 | 9 mei 2015       | Liberal Democrats  |
|                                                                         | Joyce Anelay        | Baroness Anelay van St Johns Joyce Anelay (1947) | Onderminister voor Buitenlandse Zaken                     | 6 augustus 2014  | 11 juni 2017     | Conservative Party |
|                                                                         | Matt Hancock        | Matt Hancock (1976)                              | Onderminister voor Economische Zaken                      | 8 september 2013 | 9 mei 2015       | Conservative Party |
| Onderminister voor Energie                                              | Matt Hancock        | Matt Hancock (1976)                              | 14 juli 2014                                              |                  | 9 mei 2015       | Conservative Party |
|                                                                         | Esther McVey        | Esther McVey (1967)                              | Onderminister voor Werkgelegenheid                        | 7 oktober 2013   | 9 mei 2015       | Conservative Party |
|                                                                         | David Willetts      | David Willetts (1956)                            | Onderminister voor Hoger Onderwijs en Wetenschap          | 11 mei 2010      | 14 juli 2014     | Conservative Party |
|                                                                         | Greg Clark          | Greg Clark (1967)                                | Onderminister voor Stedelijke Ontwikkeling en Constitutie | 7 oktober 2013   | 14 juli 2014     | Conservative Party |
| Onderminister voor Hoger Onderwijs en Wetenschap                        | Greg Clark          | Greg Clark (1967)                                | 14 juli 2014                                              | 9 mei 2015       |                  | Conservative Party |
| Onderminister voor Stedelijke Ontwikkeling                              | Greg Clark          | Greg Clark (1967)                                | 14 juli 2014                                              | 9 mei 2015       |                  | Conservative Party |
|                                                                         | Sayeeda Warsi       | Baroness Warsi Sayeeda Warsi (1971)              | Onderminister voor Erediensten                            | 4 september 2012 | 4 augustus 2014  | Conservative Party |
|                                                                         | Patrick McLoughlin  | Patrick McLoughlin (1957)                        | Onderstaats- secretaris voor Financiën                    | 11 mei 2010      | 4 september 2012 | Conservative Party |
| Chief Whip in het Lagerhuis                                             | Patrick McLoughlin  | Patrick McLoughlin (1957)                        |                                                           | 11 mei 2010      | 4 september 2012 | Conservative Party |
|                                                                         | Andrew Mitchell     | Andrew Mitchell (1956)                           | Onderstaats- secretaris voor Financiën                    | 4 september 2012 | 19 oktober 2012  | Conservative Party |
| Chief Whip in het Lagerhuis                                             | Andrew Mitchell     | Andrew Mitchell (1956)                           |                                                           | 4 september 2012 | 19 oktober 2012  | Conservative Party |
|                                                                         | George Young        | Sir George Young (1941)                          | Onderstaats- secretaris voor Financiën                    | 19 oktober 2012  | 14 juli 2014     | Conservative Party |
| Chief Whip in het Lagerhuis                                             | George Young        | Sir George Young (1941)                          |                                                           | 19 oktober 2012  | 14 juli 2014     | Conservative Party |
|                                                                         | Michael Gove        | Michael Gove (1967)                              | Onderstaats- secretaris voor Financiën                    | 14 juli 2014     | 9 mei 2015       | Conservative Party |
| Chief Whip in het Lagerhuis                                             | Michael Gove        | Michael Gove (1967)                              |                                                           | 14 juli 2014     | 9 mei 2015       | Conservative Party |

Russell I ·
Smith-Stanley I ·
Hamilton-Gordon ·
Temple I ·
Smith-Stanley II ·
Temple II ·
Russell II ·
Smith-Stanley III ·
Disraeli I ·
Gladstone I ·
Disraeli II ·
Gladstone II ·
Gascoyne-Cecil I ·
Gladstone III ·
Gascoyne-Cecil II ·
Gladstone IV ·
Primrose ·
Gascoyne-Cecil III ·
Gascoyne-Cecil IV ·
Balfour ·
Campbell-Bannerman ·
Asquith I ·
Asquith II ·
Asquith III ·
Asquith IV ·
Lloyd George I ·
Lloyd George II ·
Law ·
Baldwin I ·
MacDonald I ·
Baldwin II ·
MacDonald II ·
MacDonald III ·
MacDonald IV ·
Baldwin III ·
Chamberlain I ·
Chamberlain II ·
Churchill I ·
Churchill II ·
Attlee I ·
Attlee II ·
Churchill III ·
Eden ·
Macmillan I ·
Macmillan II ·
Douglas-Home ·
Wilson I ·
Wilson II ·
Heath ·
Wilson III ·
Callaghan ·
Thatcher I ·
Thatcher II ·
Thatcher III ·
Major I ·
Major II ·
Blair I ·
Blair II ·
Blair III ·
Brown ·
Cameron I ·
Cameron II ·
May I ·
May II ·
Johnson I ·
Johnson II ·
Truss ·
Sunak ·
Starmer